# Alikhan Smaïlov
Alikhan Askhanovitch Smaïlov, né le 18 décembre 1972, est un homme d'État kazakh, Premier ministre du 5 janvier 2022 au 5 février 2024.
Vice-Premier ministre à partir de 2019, il succède à la tête du gouvernement à Askar Mamin, à la suite des manifestations de 2022.

## Biographie

### Jeunesse et formation
Alikhan Samïlov est né le 18 décembre 1972 à Almaty, en République socialiste soviétique kazakhe. Il est diplômé en mathématiques appliquées à l'Université nationale kazakhe Al-Farabi (1994) et en administration publique de l'Université KIMEP (1996).